# Cephaloleia elaeidis
Cephaloleia elaeidis es un coleóptero de la familia Chrysomelidae.
Fue descrita científicamente en 1924 por Maulik.